# 142 км (роз'їзд)
142 км — роз'їзд Запорізької дирекції залізничних перевезень Придніпровської залізниці. Розташований на лінії Федорівка — Нововесела між станціями Українська та Федорівка біля села Восход.